# Jody Morris
Jody Steven Morris (sinh 22 tháng 12 năm 1978) là một cựu tiền vệ bóng đá người Anh. Ông từng thi đấu cho Chelsea, Leeds United, Rotherham United, Millwall và St Johnstone.

## Danh hiệu
Chelsea
- UEFA Cup Winners' Cup (1): 1998
- Siêu cúp châu Âu (1): 1998
- FA Cup (1): 2000
- Charity Shield (1): 2000

St Johnstone
- Scottish Football League First Division (1): 2008–09